# Лука Сангаллі
Лука Сангаллі (ісп. Luca Sangalli, нар. 10 лютого 1995, Сан-Себастьян) — іспанський футболіст, півзахисник клубу «Реал Сосьєдад».

## Ігрова кар'єра
Народився 10 лютого 1995 року в місті Сан-Себастьян. Вихованець футбольної школи клубу «Реал Сосьєдад».
У дорослому футболі дебютував 2014 року виступами за команду «Реал Сосьєдад Б», в якій провів чотири сезони.
2018 року почав включатися до складу основної команди «Реал Сосьєдад».

## Титули і досягнення
- Володар Кубка Іспанії (1):

«Реал Сосьєдад»: 2019-20